# Lexiconul Tehnic Român
Lexiconul Tehnic Român este o enciclopedie tehnică monumentală, apărută în Editura Tehnică în două ediții.

## Lexiconul Tehnic Român, ediția din 1949
| Volum | An apariție | Interval litere   |
| ----- | ----------- | ----------------- |
| I     | 1949        | A – C             |
| II    | 1950        | D – H             |
| III   | 1951        | I – M             |
| IV    | 1952        | N – Q             |
| V     | 1954        | R – Sd            |
| VI    | 1955        | Se – Tr           |
| VII   | 1955        | Tu – Z, Suplement |

Prima ediție a Lexiconului Tehnic Român a fost elaborată sub egida Asociației Științifice a Inginerilor și Tehnicienilor din R.P.R. (A.S.I.T). 
Colectivul de coordonare și redactare a fost format din:
- Prof. univ. dr. ing. Ștefan Bălan, membru corespondent al Academiei R.P.R., coordonator principal,
- Ing. Carol Neumann, coordonator general,
- Prof. univ. dr. ing. Remus Răduleț, membru corespondent al Academiei R.P.R., redactor principal,
- Prof. univ. dr. în științe Radu Țițeica, coordonator,
- 21 de coordonatori pe domenii, toți cu studii superioare și 6 cu titluri academice,
- 14 traducători, din care 11 cu studii superioare și 3 cu titluri academice,
- 5 tehnoredactori, din care 4 cu studii superioare și unul cu titlu academic,
- 20 de corectori, din care 17 cu studii superioare și unul cu titlu academic,
- 9 desenatori,
- 381 de colaboratori care au scris articole.

Lucrarea are în total 7689 de pagini, în care sunt tratați 48763 termeni. Fiecare termen are traducerea în 5 limbi străine: rusă, franceză, germană, engleză și maghiară. Tirajul a fost de 7500 de exemplare. Ortografia acestei lucrări este cea cu „â” și „sunt”, conform normelor dinainte de 1954, chiar și pentru volumele apărute în 1955.

## Lexiconul Tehnic Romîn (elaborare nouă), ediția din 1957
| Volum | An apariție | Interval litere |
| ----- | ----------- | --------------- |
| 1     | 1957        | A – Ap          |
| 2     | 1957        | Ar- Bk          |
| 3     | 1958        | Bl – Cau        |
| 4     | 1958        | Cav – Cola      |
| 5     | 1959        | Colb – Cy       |
| 6     | 1960        | D – Dz          |
| 7     | 1960        | E – Fir         |
| 8     | 1961        | Fis – Gz        |
| 9     | 1961        | H – Ky          |
| 10    | 1962        | L – Mec         |
| 11    | 1962        | Med – Oz        |
| 12    | 1963        | P – Poj         |
| 13    | 1963        | Pol – Ram       |
| 14    | 1964        | Ran – Rez       |
| 15    | 1964        | Rh – Sir        |
| 16    | 1965        | Sir – Sz        |
| 17    | 1965        | Ș – Troi        |
| 18    | 1966        | Trol-Z          |
| 19    | 1968        | Indice          |

Imediat după apariția primei ediții a apărut necesitatea revizuirii ei. Motivele au fost:
- Dezvoltarea rapidă a domeniilor electrotehnică și chimie, care necesitau noi articole,
- Schimbarea normelor ortografice,
- Tirajul limitat al primei ediții. Acest motiv, folosit ca justificare în prefața ediției a doua s-a dovedit însă fără obiect, deoarece tirajul ediției a doua a fost mult mai mic decât al primei ediții.

A doua ediție a Lexiconului Tehnic Romîn cuprinde 18 volume cu articole și un volum Index, în total 19. Primele 10 volume au fost elaborate între anii 1956 – 1962 sub egida Asociației Științifice a Inginerilor și Tehnicienilor din R.P.R. (A.S.I.T.), iar volumele 11 – 19 între anii 1962 – 1966 sub egida Consiliului Național al Inginerilor și Tehnicienilor (C.N.I.T.), noul nume al organismului.
Comisia de elaborare a lucrării a fost formată din: Prof. dr. ing. Constantin Atanasiu, Acad. Ștefan Bălan, Prof. ing. Ioan Grosu, Acad. Ștefan Nădășan, Acad. Costin D. Nenițescu, ing. Carol Neuman, ing. membru corespondent al Academiei Alexandru Priadcencu, Acad. Nicolae Profiri, Acad. Remus Răduleț, Conf. ing. Oliviu Rusu.
Colectivul de coordonare și redactare a fost format din:
- Prof. univ. acad. dr. doc. ing. Remus Răduleț, coordonator principal, conducătorul colectivului,
- Prof. univ. acad. dr. doc. ing. Ștefan Bălan, coordonator principal,
- Conf. Univ. Ing. Nicolae Șt. Mihăilescu, coordonator tehnic,
- Ing. Carol Neuman, coordonare generală,
- Prof. univ. acad. dr. doc. în științe Țițeica Radu, coordonare prealabilă,
- 18 coordonatori pe domenii,
- cca. 400 de colaboratori.

Primele 18 volume au în total cca. 12000 de pagini, cu 68550 de articole, în care sunt tratați cca. 110000 de termeni (fără traduceri în limbi străine).  Tirajul volumelor 1 – 18 a fost de 2800 + 140 de exemplare legate și 25 – 50 exemplare de protocol. Tirajul volumului al 19-lea a fost de 2300 + 140 legate. Ortografia acestei lucrări este cea cu „î” și „sînt”, conform normelor din 1953 – 1954.